# 하세빈
하세빈(河世彬, 1981년 1월 10일 ~) 은 대한민국의 뮤지션이다. 록 밴드 ‘네미시스’에서 리드기타와 피아노를 맡고있으며 작곡가로 활동하고 있다.
2003년, 이브의 기타리스트로 방송활동을 시작해 알려졌으며 이브와 네미시스 두 밴드의 ‘작곡가’이기도 하다. 2006년, MBC 드라마 ‘도로시를 찾아라’ OST의 작곡과 제작과 슈퍼액션 ‘다세포소녀’의 음악감독을 맡았으며 2011년에는 KBS 드라마 ‘브레인’ OST에 BGM을 제공했고 2011년과 2012년, 게임 ‘사이퍼즈’BGM 제작등 드라마 OST와 게임 BGM의 작곡 및 제작을 해오고있다. 뛰어난 음악적 재능과 다방면에서의 다재다능함을 인정받고 있는 뮤지션으로 네미시스의 리더이자 네미시스가 자체 설립한 포엠 엔터테인먼트의 운영자이기도 하다.

## 음악 색깔
쇼팽과 클래식, 뉴에이지 음악을 좋아하는 하세빈은 기타를 메고 피아노를 치는 피아니스트이자, 연주력과 모션이 모두 좋은 수준급의 기타리스트이며, 아름다운 음악을 작곡하는 작곡가이다. 그는 한번 들은 음악은 바로 머릿속으로 악보화 시키고 연주 할 수 있는 음악적 재능을 지녔으며 음악관련 기기와 컴퓨터에 능숙하다. 네미시스 앨범 수록곡 대부분은 하세빈이 작곡한 곡으로 채워져있으며 사람들이 집중할 수 있는 연주와 음악을 들려주고자 하는 그는 서정적인 피아노와 정교한 기타로 항상 밴드의 중심에 존재하고 있다.

## 디스코그래피

### 네미시스
- 2005 : 정규1집 'La Rose de Versailles'
- 2009 : 싱글1st '사랑에 빠졌어'
- 2009 : 정규2집 'LoveSick'
- 2011 : 정규3집 Part.1 'The Piano'
- 2013 : 정규3집 Part.2 'Dream'
- 2013 : 싱글 '사랑은 없다'
- 2014 : 아이언맨 OST part 3 (수록 '슬픈사랑의 왈츠' Drama ver.)
- 2015 : 웹툰 하이드 OST '지킬'

### 이브
- 2003: Welcome to Planet EVE
- 2004: The History of EVE
- 2004: The History of EVE DVD
- 2006: sEVEnth evening

### 프로젝트
- MBC 드라마 '도로시를 찾아라' OST 작곡 음악감독
- 슈퍼액션 TV시리즈 '다세포 소녀' 가난한 소녀편 OST 음악감독
- 게임 BGM 사이퍼즈 - 로라스, 카인, 자네트 등 작곡